# David Chaparro Pareja
David Segundo Chaparro Pareja (Cusco, 29 de marzo de 1875 - Lima, 27 de julio de 1963) fue un maestro, político y jurisconsulto peruano. Ocupó un cargo parlamentario en el congreso peruano por la Provincia de Cusco.

## Biografía

### Carrera profesional
En 1910 es nombrado catedrático adjunto de la Universidad Nacional San Antonio Abad del Cusco, en 1911 es designado catedrático accidental de los cursos de Filosofía del Derecho y Derecho Civil; y en 1913 es elevado a catedrático principal.
Desempeñó diversos cargos judiciales, además de ser vocal titular de la Corte Superior de Justicia del Cusco en 1932. Fue subdirector del Colegio Nacional de Ciencias, mientras que en 1938 es elegido rector de la Universidad Nacional San Antonio Abad del Cusco por un periodo de 5 años; no bien habían transcurrido dos años de esta elección, en virtud de la Nueva Ley Orgánica de educación que fue promulgada en 1941, se procedió a nueva elección, siendo reelegido. En este rol, instituyó por primera vez el servicio de Asistencia Social a fin de que los estudiantes tuvieran servicio médico hospitalario y medicamentos en caso de enfermedad.
Junto a Luis Pardo y a Manuel Briceño forma parte del ex Patronato de Arqueología que en el año 1946, bajo asesoramiento técnico dirigen la intervención de los andenes del lado este del sector Intihuatana por encontrase en muy mal estado de conservación. En 1943 recibe la Condecoración «Orden al Mérito de Chile» en grado de comendador;  en 1960 en tanto, es designado catedrático emérito.

### Carrera política
Se desempeñó como 
Fue elegido diputado suplente por la provincia de Calca entre 1907 hasta 1912 durante los gobiernos de José Pardo y Barreda y el primero de Augusto B. Leguía. y en 1913 como diputado titular por la provincia del Cusco; en este contexto, formó parte de diversas comisiones de Constitución, Legislación y otros. Adicionalmente, ejerció la alcaldía de Cusco para los períodos 1911-1912 y 1938-1942.